# 泉北1号線
泉北1号線（せんぼくいちごうせん）は、大阪府内を走る道路の一つ。大阪府道34号堺狭山線、大阪府道38号富田林泉大津線のそれぞれ一部の通称である。地元で「1号」といえば国道1号ではなく、本道を指すことも多い。

## 概要

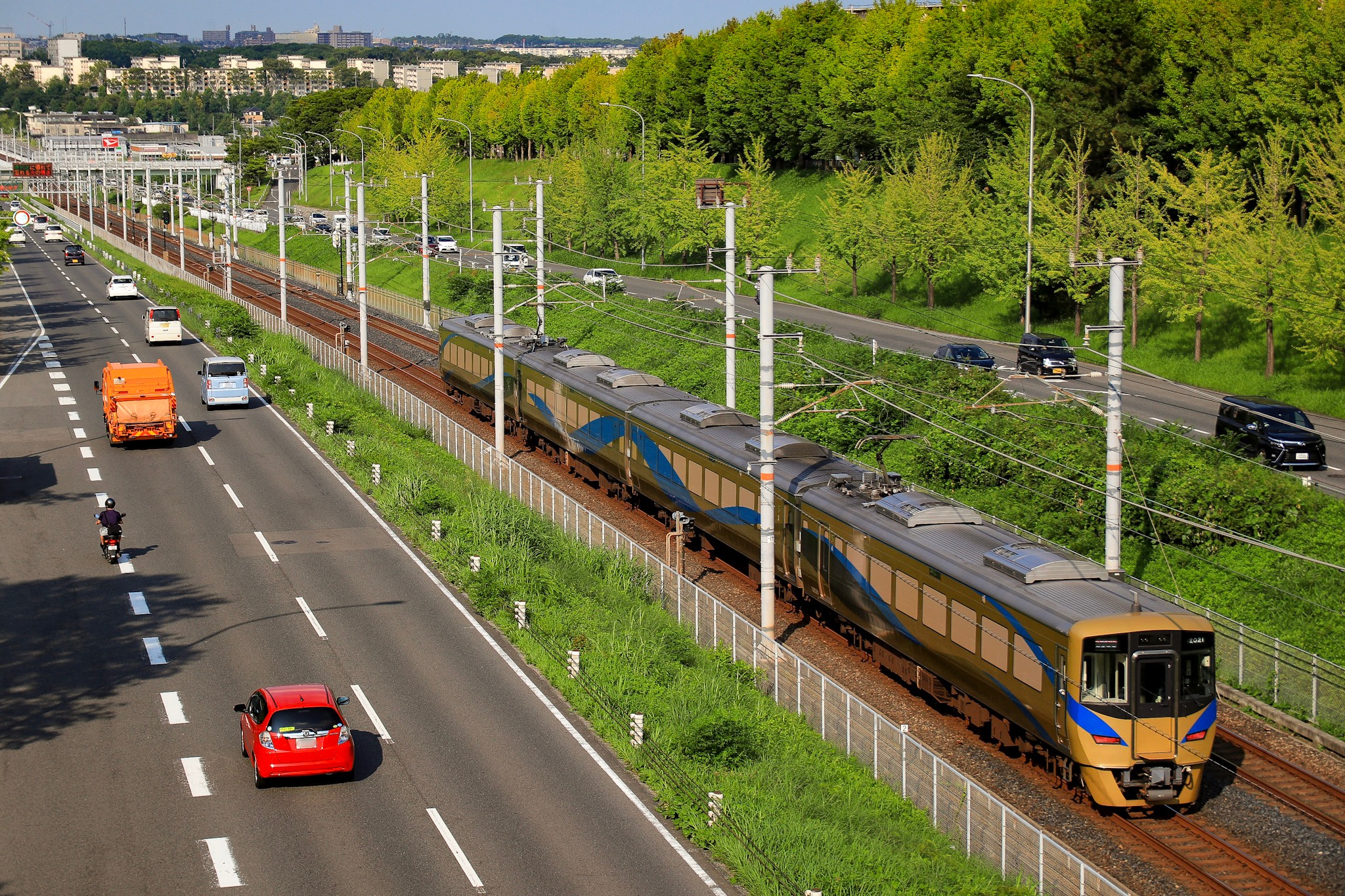
南海泉北線と並走する泉北1号線（撮影当時は泉北高速鉄道線）

大阪府道34号堺狭山線の臨海石津町交差点（堺市西区、大阪府道29号交点） - 泉ケ丘駅前（堺市南区）間、及び、大阪府道38号富田林泉大津線の泉ケ丘駅前 - 室堂町北交差点（和泉市、国道480号交点）までの通称。
さらにその延長の大阪府道223号三林岡山線の室堂町北交差点 - フタツ池交差点（岸和田市、大阪府道40号交点）も含められることがある。（広義の泉北1号線）
深井駅付近より和泉中央駅まで、南海泉北線が並走している。

## 構造
以下、広義の泉北1号線について記述する。
臨海石津町交差点から、浜寺石津町東2丁交差点（国道26号交点）までは、片側3車線、浜寺石津町東2丁から深井高架橋までは、片側2車線の平面道路である。この区間では、国道26号の高架部分を除き、主要道路とは平面交差しているため、交差点ではしばしば渋滞が発生することがある。鉄道とは、南海本線、JR阪和線共、立体交差となっている一方、阪堺線とは踏切交差である。阪和線上野芝駅より東の部分には、中央分離帯が広く取られている区間があるが、これは計画廃止された阪神高速道路大阪泉北線の用地である。この区間は平面道路であるため、沿道には商業施設や事業所などが多い。
深井高架橋から室堂町北交差点までは、片側2車線の信号のない高架道路であり、この部分については歩行者・軽車両（自転車含む）の通行は禁止されている。一部区間には側道が設けられている。高架部分は制限速度60km/hであるが、信号がないため、域内を短時間で移動することができる。もっともラッシュ時間帯などには渋滞が発生することも多い。この区間には、泉北高速鉄道線が、中央分離帯にあたる部分に並走している。泉北ニュータウンを横断しており、沿道には集合住宅が多く見られる。
室堂町北交差点から、フタツ池交差点までは、片側2車線の平面道路である。一部で泉北高速鉄道線に加えて、阪和自動車道が並走する（インターチェンジはなし。なお、フタツ池交差点より少し南に、岸和田和泉インターチェンジがある）。室堂町北交差点から和泉中央駅付近は、駅付近の商業施設に出入りする車などで、渋滞が頻発している。岸和田市域に入るにつれて、沿道に未開発の区画が広がる。

## 主な接続道路
堺市
- 大阪府道29号大阪臨海線（臨海石津町交差点）
- 大阪府道204号堺阪南線（通称：旧26号）（石津北交差点）
- 国道26号 （浜寺石津町東2丁交差点）
- 大阪府道30号大阪和泉泉南線（通称：13号線）（南陵町交差点）
- 大阪府道61号堺かつらぎ線（東上野芝町2丁交差点）
- 大阪府道28号大阪高石線（ときはま線）（百舌鳥陵南町交差点、北条町1丁交差点）
- 大阪府道199号西鳳東線（深井中町交差点）
- 大阪府道36号泉大津美原線（東八田（ひがしはんだ）1号・2号・3号・4号交差点、東山西交差点、第二東山西交差点）
- 大阪府道208号堺泉北環状線（田園大橋西詰（たぞのおおはしにしづめ）交差点、田園大橋東詰交差点）
- 大阪府道61号堺かつらぎ線（泉北2号線）（豊田橋北交差点、豊田橋南交差点）
- 大阪府道215号別所草部線（高橋中交差点、高橋南交差点）

和泉市
- 大阪府道208号堺泉北環状線（府立母子センター北交差点）
- 大阪府道216号和田福泉線（伏屋町地先）
- 国道480号（室堂町北交差点）
- 大阪府道226号父鬼和気線

岸和田市
- 大阪府道40号岸和田牛滝山貝塚線（フタツ池交差点）

## 主な施設
- スーパービバホーム和泉中央店（和泉市）
- エコール・いずみ（和泉市）
- ジョーシン和泉中央店（和泉市）
- コープ和泉中央（和泉市）